# Batura Muztagh

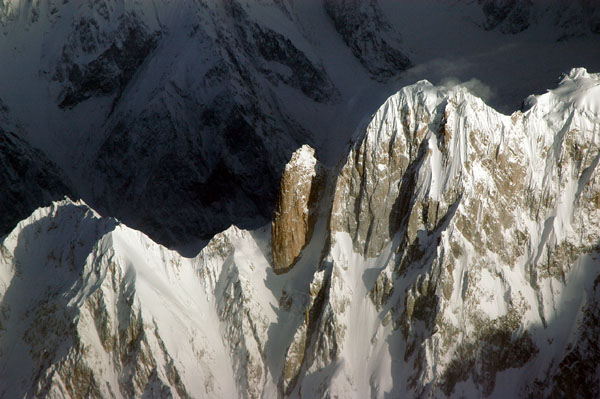
Bublimotin y Pico Hunza, al sureste de Batura Muztagh.

Batura Muztagh es una subcordillera del Karakórum que se encuentra en Gilgit-Baltistán, Pakistán, al noroeste del Valle de Hunza. Es la subcordillera situada más al oeste del Karakórum. Se extiende del el poblado de Chalt, en el Valle de Bar, hacia el este, hasta Kampir Dior en el Valle de Kurumbar, al oeste, que separa la Cordillera del Pamir y el Hindu Kush del Karakórum.

## Montañas importantes del Batura Muztagh
| Montaña         | Altura (m) | Coordenadas                                | Prominencia (m) | Montaña padre | Primera ascensión | Ascensiones (intentos) |
| --------------- | ---------- | ------------------------------------------ | --------------- | ------------- | ----------------- | ---------------------- |
| Batura Sar      | 7795       | 36°30′36″N 74°31′27″E / 36.51000, 74.52417 | 3118            | Distaghil Sar | 1976              | 4 (6)                  |
| Shispare        | 7611       | 36°26′26″N 74°40′51″E / 36.44056, 74.68083 | 1240            | Batura Sar    | 1974              | 3 (1)                  |
| Pasu Sar        | 7476       | 36°29′16″N 74°35′16″E / 36.48778, 74.58778 | 645             | Batura Sar    | 1994              | 1 (0)                  |
| Ultar Sar       | 7388       | 36°23′54″N 74°42′32″E / 36.39833, 74.70889 | 700             | Shispare      | 1996              | 2 (5)                  |
| Sangemarmar Sar | 7000       | 36°25′31″N 74°33′38″E / 36.42528, 74.56056 | 1100            | Pasu Sar      | 1984              | 1 (3)                  |
| Bublimotin      | 6000       | 36°22′12″N 74°39′00″E / 36.37000, 74.65000 | <200            | Hunza Peak    | 1982              | 2 (5)                  |